# Distoleon guttulatus
Distoleon guttulatus är en insektsart som först beskrevs av Luisa Eugenia Navas 1926.  Distoleon guttulatus ingår i släktet Distoleon och familjen myrlejonsländor. Inga underarter finns listade i Catalogue of Life.